# Clas Wahlbin
Clas Wahlbin, född 1945, död 2011, var en svensk företagsekonom, professor och universitetsrektor. Wahlbin var professor i industriell marknadsföring, och var 1994-2004 rektor för Högskolan i Jönköping. Som rektor under ett uppbyggnadsskede efter ombildningen av Högskolan i Jönköping till stiftelse hade han stor betydelse för högskolans utveckling och inriktning.  Han var också styrelseordförande för Entreprenörskapsforum fram till kort före sin bortgång. Han invaldes 1991 som ledamot av Ingenjörsvetenskapsakademien.